# 卡特琳·阿佩尔
卡特琳·阿佩尔（德語：Katrin Apel，1973年5月4日—），德国女子冬季两项运动员。她曾代表德国参加1998年、2002年和2006年冬季奥林匹克运动会冬季两项比赛，共获得二枚金牌、一枚银牌和一枚铜牌。